# Brouwerij Kotayk
Brouwerij Kotayk is een bierbrouwerij, die in 1974 gesticht werd in Abovyan, Armenië. 

## Beschrijving
In 1997 investeerde de Castel Group 18 miljoen dollar in de brouwerij; hierdoor was de Castel Group een van de belangrijkste buitenlandse investeerders in Armenië dat jaar.
De brouwerij produceert een aantal variëteiten van "Kotaykbier" (in het Armeens uitgesproken als Կոտայք), waaronder een lagerbier, een speciaal bier, een donker, licht en een alcoholvrij bier. De brouwerij is ook de producent van Erebundi, Castelbeer en Hooligan (een mix van bier en wodka).